# Internationaal filmfestival van Tokio

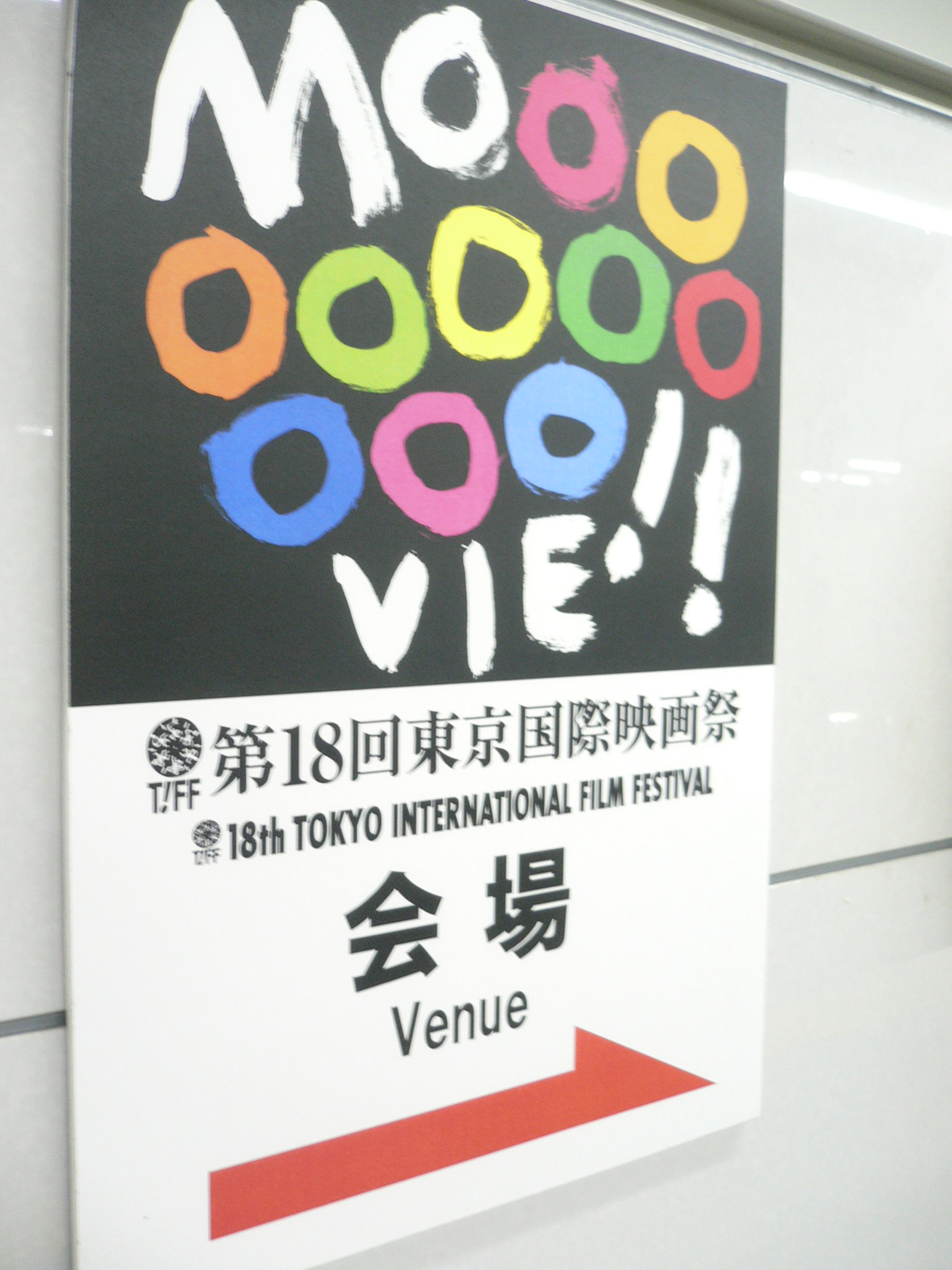

Het Internationaal filmfestival van Tokio (東京国際映画祭, Tōkyō Kokusai Eigasai) is een filmfestival dat sinds 1985 wordt gehouden in Tokio (Japan). Van 1985 tot 1991 werd het festival om de twee jaar gehouden, en sinds 1992 elk jaar.
Samen met het Internationaal filmfestival van Shanghai is filmfestival van Tokio een van de twee grote filmfestival van Azië erkend door de FIAPF.

## Prijzen
Op het filmfestival worden elk jaar meerdere prijzen uitgereikt. Deze prijzen zijn in de loop der jaren sterk veranderd, maar de Tokyo Grand Prix voor beste film is altijd te topprijs geweest. Andere prijzen die regelmatig worden uitgereikt zijn de Special Jury Awards voor beste acteur, actrice en regisseur.

## Winnaars van de Tokyo Grand Prix
| Jaar                | Film                             | Regisseur                      | Land                           |
| ------------------- | -------------------------------- | ------------------------------ | ------------------------------ |
| 1985 (1ste editie)  | Taifû kurabu                     | Shinji Somai                   | Japan                          |
| 1987 (2de editie)   | Old Well                         | Wu Tianming                    | China                          |
| 1989 (3de editie)   | That Summer of White Roses       | Rajko Grlić                    | Joegoslavië                    |
| 1991 (4de editie)   | City of Hope                     | John Sayles                    | Verenigde Staten               |
| 1992 (5de editie)   | White Badge                      | Jeong Ji-yeong                 | Zuid-Korea                     |
| 1993 (6de editie)   | The Blue Kite                    | Tian Zhuangzhuang              | China                          |
| 1994 (7de editie)   | The Day the Sun Turned Cold      | Yim Ho                         | Hongkong                       |
| 1995 (8ste editie)  | geen uitreiking                  | geen uitreiking                | geen uitreiking                |
| 1996 (9de editie)   | Kolya                            | Jan Sverak                     | Tsjechië                       |
| 1997 (10de editie)  | The Perfect Circle               | Ademir Kenovic                 | Bosnië en Herzegovina          |
| 1997 (10de editie)  | Jenseits der Stille              | Caroline Link                  | Duitsland                      |
| 1998 (11de editie)  | Abre los ojos                    | Alejandro Amenábar             | Spanje                         |
| 1999 (12de editie)  | Darkness & Light                 | Chang Tso-chi                  | Taiwan                         |
| 2000 (13de editie)  | Amores Perros                    | Alejandro González Iñárritu    | Mexico                         |
| 2001 (14de editie)  | Slogans                          | Gjergj Xhuvani                 | Albanië                        |
| 2002 (15de editie)  | Broken Wings                     | Nir Bergman                    | Israël                         |
| 2003 (16de editie)  | Nuan                             | Huo Jianqi                     | China                          |
| 2004 (17de editie)  | Whisky                           | Juan Pablo Rebella             | Uruguay                        |
| 2005 (18de editie)  | Yuki ni negau koto               | Kichitaro Negishi              | Japan                          |
| 2006 (19de editie)  | OSS 117: Le Caire, nid d'espions | Michel Hazanavicius            | Frankrijk                      |
| 2007 (20ste editie) | Bikur Ha-Tizmoret                | Eran Kolirin                   | Israël                         |
| 2008 (21ste editie) | Tulpan                           | Sergey Dvortsevoy              | Kazachstan                     |
| 2009 (22ste editie) | Iztochni piesi                   | Kamen Kalev                    | Bulgarije                      |
| 2010 (23ste editie) | Hadikduk HaPnimi                 | Nir Bergman                    | Israël                         |
| 2011 (24ste editie) | Intouchables                     | Olivier Nakache, Éric Toledano | Frankrijk                      |
| 2012 (25ste editie) | Le fils de l'autre               | Lorraine Lévy                  | Frankrijk                      |
| 2013 (26ste editie) | Vi är bäst!                      | Lukas Moodysson                | Zweden Denemarken              |
| 2014 (27ste editie) | Heaven Knows What                | Gebroeders Safdie              | Verenigde Staten               |
| 2015 (28ste editie) | Nise: O Coração da Loucura       | Roberto Berliner               | Brazilië                       |
| 2016 (29ste editie) | Die Blumen von gestern           | Chris Kraus                    | Oostenrijk Duitsland           |
| 2017 (30ste editie) | Bugday                           | Semih Kaplanoglu               | Turkije                        |
| 2018 (31ste editie) | Amanda                           | Mikhaël Hers                   | Frankrijk                      |
| 2019 (32ste editie) | Onkel                            | Frelle Petersen                | Denemarken                     |
| 2020 (33ste editie) | Geen prijzen uitgereikt          | Geen prijzen uitgereikt        | Geen prijzen uitgereikt        |
| 2021 (34ste editie) | Vera andrron detin               | Kaltrina Krasniqi              | Kosovo Albanië Noord-Macedonië |